# تپه قلعه روستای سر سختی
تپه قلعه روستای سر سختی مربوط به هزاره ۴ قبل از میلاد است و در شهرستان شازند، بخش مرکزی، روستای سرسختی واقع شده و این اثر در تاریخ ۱۰ دی ۱۳۸۱ با شمارهٔ ثبت ۶۹۶۲ به‌عنوان یکی از آثار ملی ایران به ثبت رسیده است.